# Jack O'Neill (ondernemer)
Jack O'Neill (Denver (Colorado), 27 maart 1923 – Santa Cruz (Californië), 2 juni 2017), was een Amerikaans piloot bij de marine tijdens de Tweede Wereldoorlog, surfer, ondernemer en stichter van het merk O'Neill en het gelijknamige bedrijf. Aanvankelijk was hij een pionier met het gebruik van wetsuitkleding bij het surfen, hoewel hij de wetsuit (Nederlands: surfpak) niet zelf heeft uitgevonden.

## Het merk en bedrijf O'Neill
O'Neill begon aanvankelijk met één surf shop (winkel voor surfbenodigdheden) vanuit zijn garage aan de Great Highway in San Francisco, vlakbij zijn favoriete surflocatie.  Toen hij in 1959 verhuisde naar Santa Cruz, opende hij daar een tweede verkooppunt. Deze locaties zouden uiteindelijk uitgroeien tot een wereldwijd bedrijf in wetsuits, surf- en strandkleding, schoeisel, surfbenodigdheden en andere kleding die zijn naam draagt. Tegen het einde van de jaren 2000 kwam de merknaam O'Neill – ondergebracht in LIPCO – in handen van de Europese "WE Group" (WE Finance and Services (Luxemburg) S.à.r.l.). Sindsdien opereert O'Neill Inc. vanuit hoofdkantoren in Santa Cruz, Luxemburg en Warmond (ZH, Nederland).

## Goede doelen en initiatieven
In 1996 richtte O'Neill de O'Neill Sea Odyssey op: een gratis toegankelijk, oceaan-gebaseerd educatieprogramma om jongeren meer te leren over de oceaan en de omgeving daarvan en de relatie die de mens daarmee heeft. Sinds de start ervan tot aan het overlijden van O'Neill in 2017 hebben al meer dan 100.000 kinderen aan het programma meegedaan.
O'Neill heeft zijn naam verbonden aan meer initiatieven om het milieu en het klimaat te helpen of te verbeteren, waaronder O'Neill Blue.

## Privéleven
O'Neill groeide op in Oregon (Verenigde Staten) en Zuid-Californië, waar hij in de late jaren 1930 begon met surfen. Hij verhuisde in 1949 naar San Francisco en woonde een paar jaar bij Raman, daar behaalde hij zijn Bachelorsgraad in Liberal Arts (zeven vrije kunsten) aan de San Francisco State University. In 1971 kwam een surfplank tegen het linkeroog van O'Neill aan. De verwonding die O'Neill daarbij opliep was dermate ernstig, dat het oog niet behouden kon worden. Sindsdien droeg O'Neill altijd een ooglapje. O'Neill was getrouwd met Marjorie Bennett, die in 1973 overleed. Samen hadden ze zes kinderen. Sinds 1959 verbleef hij in een huis aan de kust van Santa Cruz, waar hij op 2 juni 2017 op 94-jarige leeftijd overleed.